# لامپسون (ویسکانسین)
لامپسون (به انگلیسی: Lampson) یک منطقهٔ مسکونی در ایالات متحده آمریکا است که در شهرستان واشبرن، ویسکانسین واقع شده‌است. لامپسون ۳۵۹٫۰۶ متر بالاتر از سطح دریا واقع شده‌است.